# 크리스틴 구아첼
크리스틴 구아첼(프랑스어: Christine Goitschel, 1944년 6월 9일~)은 프랑스의 은퇴한 알파인 스키 선수이다. 1964년 동계 올림픽에서 여자 회전 부문 금메달과 여자 대회전 부문 은메달을 획득했다. 여동생인 마리엘도 같은 종목에서 2개의 메달을 획득하며 올림픽 역사상 최초로 시상식에 동시에 오른 자매 선수가 되었다.